# Ambalama Panavitiya
Panavitiya Ambalama (Sinhala: පනාවිටිය අම්බලම)  es un ambalama situado en Sri Lanka. Un ambalama (අම්බලම) es un lugar construido para el descanso de peregrinos, comerciantes y viajeros. Panavitiya Ambalama es un lugar famoso por sus ornamentadas tallas de madera que se consideran a la par con los de Embekka Devalaya, Lankathilaka y Gadaladeniya Viharas.

## Localización
Panavitiya Ambalama está situado en el pueblo de Panavitiya (පනාවිටිය), cerca de Matiyagane (මැටියගනේ), en el distrito de Kurunegala, Sri Lanka. El lugar es accesible en vehículos a partir de 2019.
Una de las rutas que se pueden tomar para llegar al ambalama desde Colombo es tomando la autopista Negombo- Kurunegala hasta Matiyagane (මැටියගනේ) school junction' vía Dambadeniya (දඹදෙණිය) y luego girando a la izquierda en el cruce por la carretera de Dangolla (දංගොල්ල). Se puede llegar a la parada de autobús de Kajugas handiya (කජුගස් හන්දිය) continuando por la carretera de Dangolla (දංගොල්ල) otros 2 km. Se puede llegar a Panavitiya Ambalama recorriendo otros 1,5 km por la carretera después de girar a la izquierda en la parada de autobús de Kajugas handiya (කජුගස් හන්දිය). 

## Historia
Se dice que se erigió en el siglo XVIII o antes.
Se cree que el ambalama se construyó al borde de dos rutas utilizadas por los viajeros a pie. Se dice que una de las rutas es un sendero hecho durante el Época de Dambadeniya. Se supone que esta ruta se originaba en las puertas orientales del palacio de Dambadenya y seguía hacia el noreste pasando por el ambalama de Panavitiya y viajaba más al noreste hacia Yapahuwa, pasando por otro ambalama ahora identificado como el lakdasun.org/karagaha-gedara-the-ambalama.htm Karagahagedara Ambalama (Sinhala: කරගහගෙදර අම්බලම).  Se decía que la otra ruta, más antigua, accesible desde Panavitiya Amblama era hacia la ciudad de Anuradhapura (Sinhala: අනුරාධපුර).
A principios de la década de 1960, el ambalama estaba en mal estado, como demuestran las fotografías tomadas entonces. La mayor parte del armazón de madera se había deteriorado y el tejado estaba cubierto de paja de cadjun en lugar de las tejas de ladrillo originales. Al año siguiente, el ambalama se había derrumbado por completo.
Lo conserva el Departamento de Arqueología (Sri Lanka)

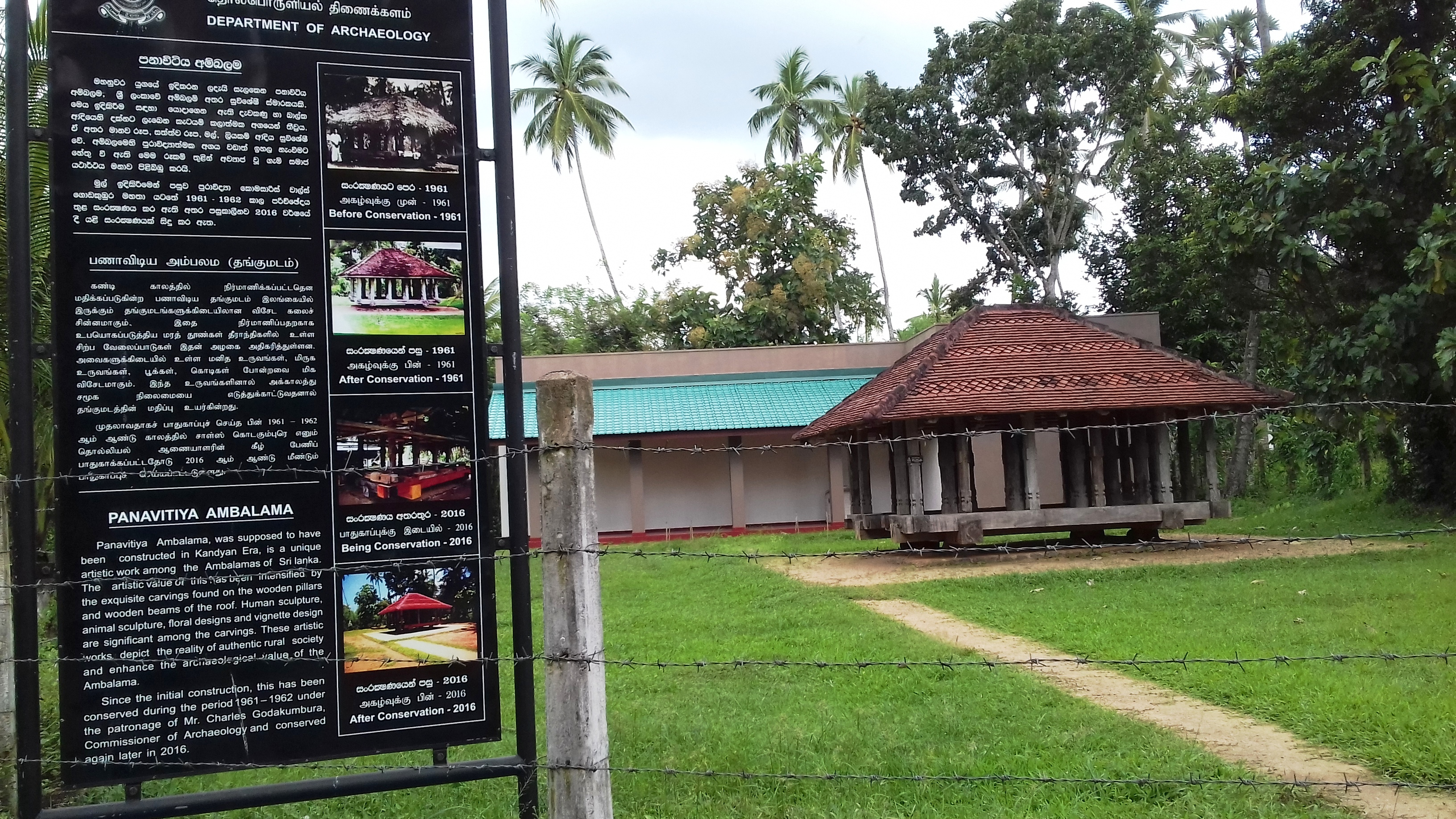
Una vista del Panavitiya Ambalama con el tablón de anuncios erigido por el Department of Archaeology (Sri Lanka), que muestra las fases de restauración de unmbalama

.

## Estructura
La base original que sujetaba la estructura de madera del Panavitiya Ambalama era una plataforma cuadrangular, rellena de guijarros de piedra y rocas trituradas y elevada aproximadamente medio pie del suelo. La plataforma mide 12 pies y 4 pulgadas (aproximadamente 3,7 m) por 9 pies y 6 pulgadas (aproximadamente 2,9 m). El armazón de madera se construyó sobre cuatro rocas redondas de unos 30 cm de altura colocadas en las cuatro esquinas de esta base rellena de piedra. Esta disposición sobre las losas de piedra mantenía el suelo y los postes de madera del ambalama alejados de la humedad y del ataque de las termitas. En posteriores fases de conservación llevadas a cabo por el Departamento de Arqueología, Sri Lanka, se construyó una base secundaria de granito sobre la base original para protegerla.
Cuatro troncos de madera, cada uno de unos 4 pies de diámetro, estaban conectados a la altura del asiento sobre los cantos rodados de piedra en la base. Estos cuatro troncos sirven de plantilla de construcción para encajar los cuatro postes principales de madera que sostienen el tejado. El Panavitiya Ambalama consta de un total de 28 postes de madera. A ambos lados de los dos pilares de la entrada principal, 12 postes, dispuestos en filas de dos por seis paralelas al pilar principal, corren hacia la parte posterior del ambalama. De los 28 postes, 9 están colocados en el interior y el resto forman el "conjunto exterior". Los 9 postes interiores tienen una altura aproximada de 6 pies, mientras que el conjunto exterior de 19 postes tiene una altura aproximada de 5 1⁄2 pies.
Los postes están unidos al tejado por una pekada decorada (පේකඩ -cabeza de pilar).

## Tallas de madera en Panavitiya Ambalama
Panavitiya Ambalama es famoso por sus elaboradas y bellas tallas de madera que decoran todo el ambalama. Algunas de las tallas datan del siglo XVIII.
El cuerpo de los postes está tallado en forma octogonal con un panel cuadrado en el centro de cada poste. Cada uno de los paneles cuadrados de los nueve postes interiores está decorado con elaboradas tallas. Hay 36 de estos paneles tallados. Además, las cabezas de los pilares (que conectan los postes con el tejado), las vigas, los cabrios y los enrejados también están ricamente tallados.
Pueden verse tallas como Gajasinghe Katayama, Hansa Puttuwa, diseños florales y esculturas de bailarines. Además, también se pueden encontrar tallas sobre la vida cotidiana. También se pueden ver aquí muchas tallas de madera que se podían ver en Embekka Devalaya.

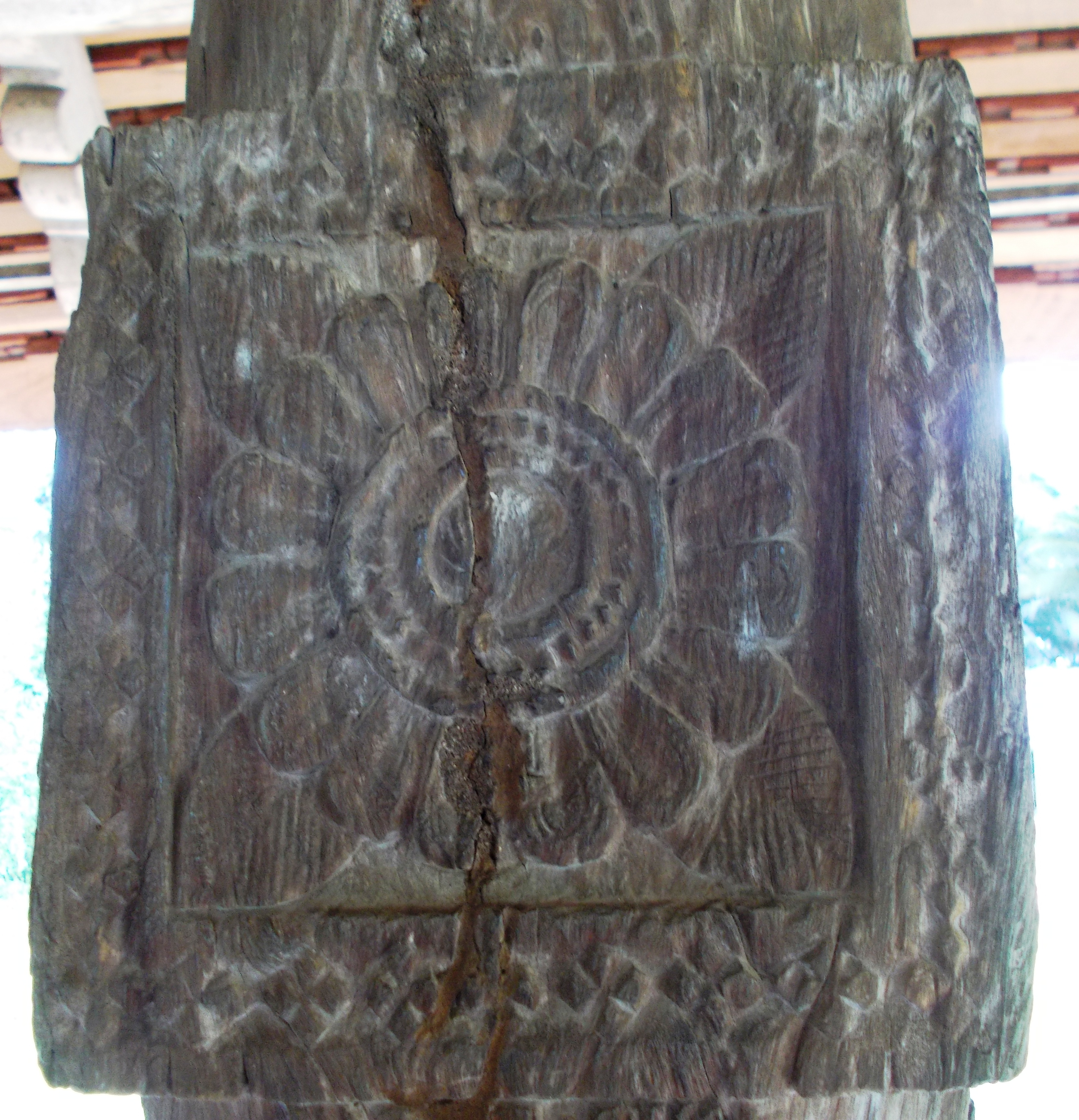
talla de paneles de madera Panavitiya ambalama - Una talla ornamentada de una flor de loto en uno de los pilares de madera en Panavitiya Ambalama (noviembre 2019)
Talla de panel de madera Panavitiya ambalama: una talla ornamentada de una bailarina con el traje tradicional de Kandy (noviembre de 2019)